# Selección femenina de balonmano de los Países Bajos
La selección femenina de balonmano de los Países Bajos es el equipo femenino de balonmano que representa a los Países Bajos en las competiciones internacionales.

## Resultados

### Juegos Olímpicos
| Año   | Ronda | Posición | PJ | G | E | P | GF  | GC  | +/– |
| ----- | ----- | -------- | -- | - | - | - | --- | --- | --- |
| 2016  |       | 4.ª      | 7  | 2 | 2 | 4 | 216 | 218 | -2  |
| Total |       |          | 7  | 2 | 2 | 4 | 216 | 218 | -2  |

### Campeonato mundial
A partir de su primera clasificación mundial en 1971, la selección de los Países Bajos ha participado en los siguientes Campeonatos Mundiales.
| Año   | Ronda          | Posición       | PJ             | G              | E              | P              | GF             | GC             | +/–            |
| ----- | -------------- | -------------- | -------------- | -------------- | -------------- | -------------- | -------------- | -------------- | -------------- |
| 1957  | No clasificado | No clasificado | No clasificado | No clasificado | No clasificado | No clasificado | No clasificado | No clasificado | No clasificado |
| 1962  | No clasificado | No clasificado | No clasificado | No clasificado | No clasificado | No clasificado | No clasificado | No clasificado | No clasificado |
| 1965  | No clasificado | No clasificado | No clasificado | No clasificado | No clasificado | No clasificado | No clasificado | No clasificado | No clasificado |
| 1971  |                | 8.ª            | 4              | 1              | 0              | 3              | 31             | 46             | –15            |
| 1973  |                | 12.ª           | 5              | 0              | 0              | 5              | 33             | 81             | –48            |
| 1975  | No clasificado | No clasificado | No clasificado | No clasificado | No clasificado | No clasificado | No clasificado | No clasificado | No clasificado |
| 1978  |                | 9.ª            | 5              | 1              | 0              | 4              | 87             | 97             | –10            |
| 1982  | No clasificado | No clasificado | No clasificado | No clasificado | No clasificado | No clasificado | No clasificado | No clasificado | No clasificado |
| 1986  |                | 10.ª           | 7              | 2              | 0              | 5              | 127            | 163            | –36            |
| 1990  | No clasificado | No clasificado | No clasificado | No clasificado | No clasificado | No clasificado | No clasificado | No clasificado | No clasificado |
| 1993  | No clasificado | No clasificado | No clasificado | No clasificado | No clasificado | No clasificado | No clasificado | No clasificado | No clasificado |
| 1995  | No clasificado | No clasificado | No clasificado | No clasificado | No clasificado | No clasificado | No clasificado | No clasificado | No clasificado |
| 1997  | No clasificado | No clasificado | No clasificado | No clasificado | No clasificado | No clasificado | No clasificado | No clasificado | No clasificado |
| 1999  |                | 10.ª           | 6              | 4              | 0              | 2              | 140            | 127            | +13            |
| 2001  |                | 16.ª           | 6              | 1              | 1              | 4              | 138            | 144            | –6             |
| 2003  | No clasificado | No clasificado | No clasificado | No clasificado | No clasificado | No clasificado | No clasificado | No clasificado | No clasificado |
| 2005  |                | 5.ª            | 9              | 6              | 1              | 2              | 262            | 242            | +20            |
| 2007  | No clasificado | No clasificado | No clasificado | No clasificado | No clasificado | No clasificado | No clasificado | No clasificado | No clasificado |
| 2009  | No clasificado | No clasificado | No clasificado | No clasificado | No clasificado | No clasificado | No clasificado | No clasificado | No clasificado |
| 2011  |                | 15.ª           | 6              | 2              | 0              | 4              | 186            | 176            | +10            |
| 2013  |                | 13.ª           | 6              | 2              | 0              | 4              | 170            | 150            | +20            |
| 2015  | Final          | 2.ª            | 9              | 7              | 1              | 1              | 298            | 217            | +81            |
| 2017  |                | 3.ª            | 9              | 6              | 1              | 2              | 252            | 214            | +38            |
| 2019  | Final          | 1.ª            | 9              | 6              | 0              | 3              | 298            | 251            | +47            |
| 2021  |                | Clasificado    | Clasificado    | Clasificado    | Clasificado    | Clasificado    | Clasificado    | Clasificado    | Clasificado    |
| Total |                | 12/24          | 81             | 38             | 4              | 39             | 2022           | 1908           | +114           |

### Campeonato Europeo
A partir de su primera clasificación europea en 1998, la selección de los Países Bajos ha participado en los siguientes Campeonatos Europeos.
| Año   | Ronda          | Posición       | PJ             | G              | E              | P              | GF             | GC             | +/–            |
| ----- | -------------- | -------------- | -------------- | -------------- | -------------- | -------------- | -------------- | -------------- | -------------- |
| 1994  | No clasificado | No clasificado | No clasificado | No clasificado | No clasificado | No clasificado | No clasificado | No clasificado | No clasificado |
| 1996  | No clasificado | No clasificado | No clasificado | No clasificado | No clasificado | No clasificado | No clasificado | No clasificado | No clasificado |
| 1998  |                | 10.ª           | 6              | 1              | 0              | 5              | 126            | 153            | –27            |
| 2000  | No clasificado | No clasificado | No clasificado | No clasificado | No clasificado | No clasificado | No clasificado | No clasificado | No clasificado |
| 2002  |                | 14.ª           | 3              | 0              | 0              | 3              | 73             | 80             | –7             |
| 2004  | No clasificado | No clasificado | No clasificado | No clasificado | No clasificado | No clasificado | No clasificado | No clasificado | No clasificado |
| 2006  |                | 15.ª           | 3              | 0              | 0              | 3              | 65             | 84             | –19            |
| 2008  | No clasificado | No clasificado | No clasificado | No clasificado | No clasificado | No clasificado | No clasificado | No clasificado | No clasificado |
| 2010  |                | 8.ª            | 6              | 2              | 0              | 4              | 131            | 145            | –14            |
| 2012  | No clasificado | No clasificado | No clasificado | No clasificado | No clasificado | No clasificado | No clasificado | No clasificado | No clasificado |
| 2014  |                | 7.ª            | 6              | 2              | 1              | 3              | 161            | 158            | +3             |
| 2016  | Final          | 2.ª            | 8              | 6              | 0              | 2              | 227            | 201            | +26            |
| Total |                | 6/12           | 32             | 11             | 1              | 20             | 783            | 821            | –38            |